# Croisilles Harbour
Croisilles Harbour ist ein Naturhafen im Marlborough District auf der Südinsel von Neuseeland.

## Geographie
Der Croisilles Harbour befindet sich am nordwestlichen Ende der Marlborough Sounds, rund 35 km nordwestlich von Picton und 37 km nordöstlich von Nelson. Der Naturhafen, der auf eine maximale Länge von rund 12 km und eine maximale Breite von 7 km kommt, besitzt drei Arme, die Whangarae Bay, die Okiwi Bay und den Squally Cove, der sich zu seinem Ende hin noch in die Oyster Bay, die Wairangi Bay und die Whakakitenga Bay aufteilt. Der Hafeneingang, in dem sich die drei Inseln Motuanauri Island, Otuhaereroa Island und Moukirikiri Island befinden, ist rund 6,3 km breit und die Küstenlinie des Gewässers erstreckt sich auf rund 57 km.
Die den Naturhafen umgebenden Berge erheben sich mit dem Editor Hill auf bis zu 1032 m Höhe.

## Klima und Gezeiten
Der Croisilles Harbour ist den Winden von Norden und Westen ausgesetzt, die im Mittel Wellen mit einer Höhe von 1 m bis 1,5 m erzeugen. Der Gezeitenstrom macht im Mittel 0,15–0,3 m/s aus und kommt auf einen Tidenhub von rund 1,5 m. Die Temperatur an der Wasseroberfläche liegt im Winter bei rund 10 °C und stieg in den Sommermonaten auf 19–20 °C an.

## Whangarae Estuary
Ökologisch von Bedeutung ist das Whangarae Estuary, das sich westlich der Whangarae Bay anschließt und durch zwei schmale Landzungen und einer Insel von der der Bucht getrennt ist. Das Estuary (dt. Ästuar) besitzt eine Größe von 113,5 Hektar bei einer Ausdehnung von 2,3 km in der Länge und rund 1 km in der Breite. Seine Küstenlinie erstreckt sich über rund 6,8 km. Das Gebiet liegt abseits von Farmwirtschaften und Industrie und sein Naturraum gilt als relativ unberührt von menschlichem Einfluss.